# دانی کالوو
دانی کالوو (انگلیسی: Dani Calvo؛ زادهٔ ۱ آوریل ۱۹۹۴) بازیکن فوتبال اهل اسپانیا است.
از باشگاه‌هایی که در آن بازی کرده‌است می‌توان به باشگاه فوتبال الچه، باشگاه فوتبال رئال اویدو، و باشگاه فوتبال نومانسیا اشاره کرد.